# Jean-Jacques Dessalines
Jean-Jacques Dessalines (Plaine-du-Nord (Haití), 20 de setembre de 1758 — Port-au-Prince, 17 d'octubre de 1806) va ser un militar i cap d'Estat haitià que va combatre durant la Revolució francesa (1789-1804), la Revolució haitiana (1791-1804), en tant que tinent-general al servei de Georges Biassou i a continuació de Toussaint Louverture.
Com oficial de l'exèrcit francès, va participar en els enfrontaments contra els espanyols i els britànics. Més tard, esdevingué un dirigent de la Revolució haitiana en tant que tinent principal del general Louverture. S'enfrontà en diversos combats contra els colonitzadors francesos, dels quals destaca la batalla de la Crête-à-Pierrot.
Després de la traïció i la captura de la qual Toussaint Louverture va ser víctima l'any 1802, en el moment de l'expedició francesa a Saint-Domingue, Dessalines va esdevenir el líder de la revolució. Durant un temps aliat de les forces franceses, finalment les va trair i les derrotà definitivament a la batalla de Vertières l'any 1803. Proclamà la independència d'Haití l'any 1804 i s'auto-proclama « governador-general de per vida ». Al poder, ordenà la massacre dels colons francesos, provocant, entre febrer i abril de 1804, la mort d'entre 3.000 i 5.000 persones, també dones i nens. Al setembre del mateix any i seguint el model napoleònic, va ser proclamat Emperador d'Haití pels generals de l'exèrcit amb el nom de Jacques I.
Consagrat a l'octubre 1804, va establir un imperi autoritari, hereditari i catòlic, i oficialitzà el francès com llengua oficial, tot i que una gran part de la població només parlava el crioll. Va confiscar les terres dels colons francesos, expulsats o morts, i en va distribuir les millors entre els seus oficials, creant així un tipus de nova noblesa, aquest cop de caràcter haitià. La constitució de 20 de maig de 1805 prohibia la propietat privada a les persones blanques, excepte les naturalitzades pel govern. Per posar en marxa l'economia, va establir el treball forçós pels llauradors, amb unes normes més dures que la imposada per Louverture: la condició dels treballadors es va assemblar, llavors, a la de l'esclavatge colonial francès. Discutit per certs oficials de l'exèrcit, Dessalines va ser assassinat l'any 1806 a Pont-Rouge després d'una conspiració i el poder va passar als seus assassins, que van abolir l'Imperi i van perseguir la seva família.
Considerat avui com el «pare fundador d'Haití», es va donar el seu nom a l'himne nacional haitià, La Dessalinienne, escrit per Justin Lhérisson.

## Biografia

### Primers anys
D'origen africà, Dessalines, va néixer el 20 de setembre de 1758 amb el nom de Jean-Jacques Duclos, i fou criat sota la tutela de la seva tieta, la futura guerrera Victoria Montou, esclava com ell. Anomenada afectuosament Gran Toya, va guiar i va aconsellar Dessalines a la seva joventut i ell tingué un lligam molt fort amb ella.
Dessalines tenia dos germans, Louis i Joseph Duclos, que més tard van prendre el nom de Dessalines. El primer va ser el pare del mariscal de camp Raymond Dessalines, i rebé el títol de primer baró Dessalines el 8 d'abril de 1811 per part del rei Henri, sota el regnat del qual desenvolupa diversos càrrecs. Va ser assassinat pels revolucionaris a Cap-Henri el 10 d'octubre de 1820. El segon, Joseph, va ser igualment nomenat baró l'any 1816 i va ser camarlenc del rei Henri II.
Treballador als camps de canya a sucre com obrer, el jove Jean-Jacques Duclos rebé el rang de capatàs. Treballa a la plantació fins a l'edat de 30 anys quan, emancipat, prengué el nom de Dessalines i s'instal·la a la Plana del Nord.

### La Revolució
L'any 1791, Dessalines s'uní a la rebel·lió dels esclaus de les planes del nord dirigida per Boukman Dutty i Georges Biassou. Aquesta rebel·lió és la primera acció de la Revolució haitiana. Dessalines esdevingué, llavors, tinent a l'exèrcit de Papillon i va seguir aquest comandant fins a Santo Domingo, on es comprometé a servir amb les forces militars espanyoles contra la colònia francesa de Saint-Domingue
Fou llavors que Dessalines es trobà per primera vegada amb el comandant militar Toussaint de Bréda (més tard conegut sota el nom de Toussaint Louverture), un home madur, igualment nascut en esclavatge, que combatia amb les forces espanyoles. El seu principal objectiu, llavors, era l'abolició de l'esclavatge però en cap cas la ruptura amb la França revolucionària. L'any 1794, després que els francesos declaressin la fi de l'esclavatge, Louverture va canviar d'aliats i es passà als francesos. Es baté per a la República francesa contra els espanyols i els britànics. Dessalines el seguí i esdevingué tinent en cap de Toussaint Louverture i accedint al grau de brigadista general l'any 1799. Va abandonar Biassou, que havia esdevingut virrei al servei d'Espanya.

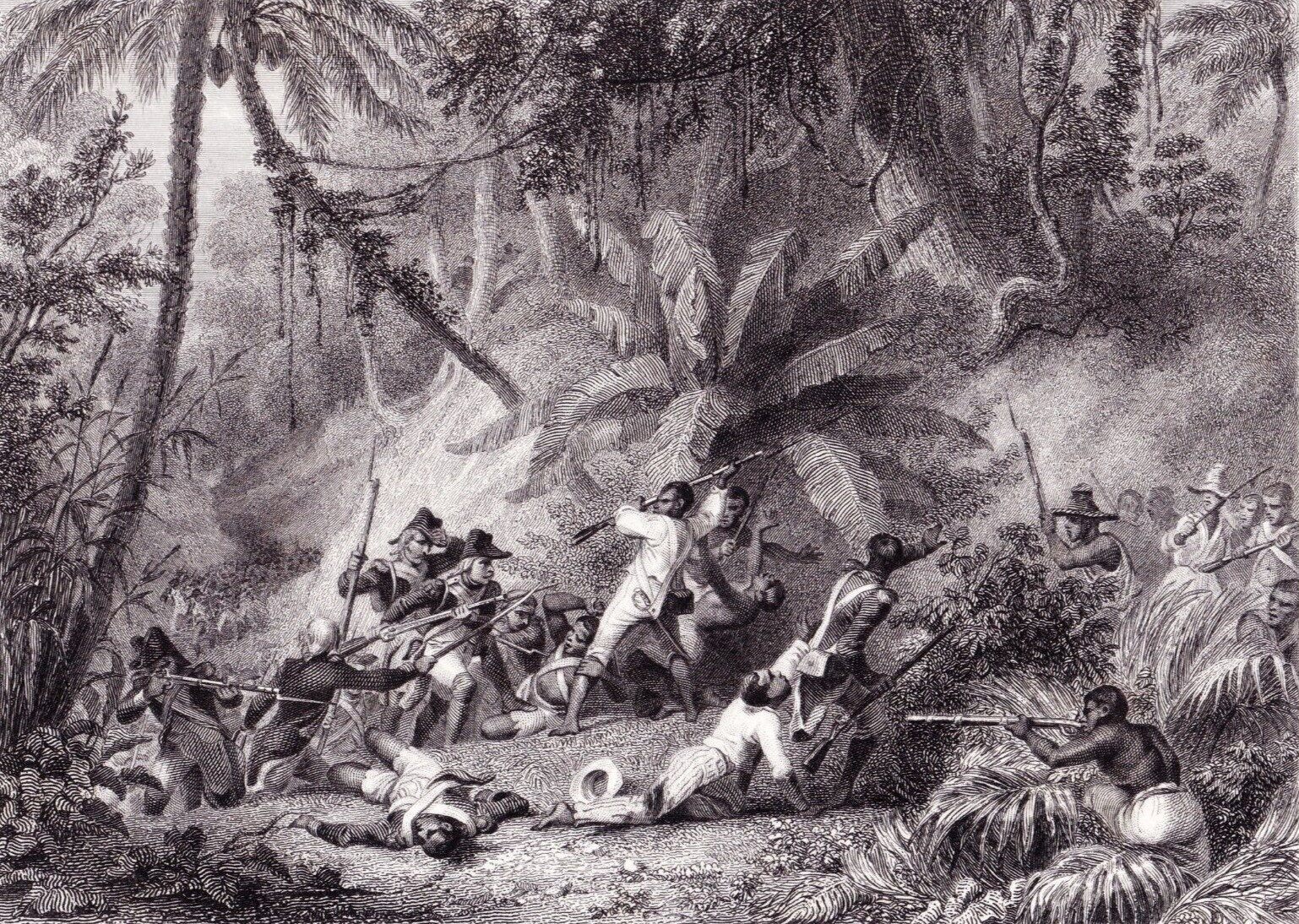
Combats durant la Revolució

A continuació, durant els disturbis que porten a la independència de l'illa, esdevingué tinent de Toussaint Louverture, ja convertit en governador de per vida. A l'octubre 1802, organitzà la resistència contra l'expedició napoleònica. Va combatre contra el general mulat André Rigaud i el general francès Charles Leclerc.
Després de la deportació de Toussaint es sotmeté a França però poc després es tornà a insurreccionar i es va retirar al nord de l'illa. Allà va aconseguir, amb l'ajuda del comandant del fort de la Crête-à-Pierrot, Louis Daure Lamartinière, i de la dona d'aquest, Marie-Jeanne Lamartinière, rebutjar Donatien-Marie-Joseph de Rochambeau al sagnant combat de la Cresta-a-Pierrot, de Petite-Rivière de la Artibonite.
El 18 de maig de 1803, en el moment del congrés de l'Arcahaie, reagrupant el conjunt dels caps de la Revolució haitiana, Jean-Jacques Dessalines va arrencar de la bandera tricolor francesa la part central de color blanc. Catherine Flon, filla natural legitimada de Dessalines, pren els dos mossos restants, el blau i el vermell, i els cus junts per simbolitzar la unió dels negres i dels mulats, creant així la nova bandera d'Haití. Gairebé tots els oficials acceptaran aquesta nova bandera, excepte els seguidors de Lamour Desrances que preferien la bandera amb els colors negre i vermell. Dessalines perseguirà els partidaris del cabdill de guerra Lamour Desrances, que rebutjava reconèixer-lo com general en cap, enviant al general Nicolas Geffrard que acabarà per aniquilar-los.

### Independència

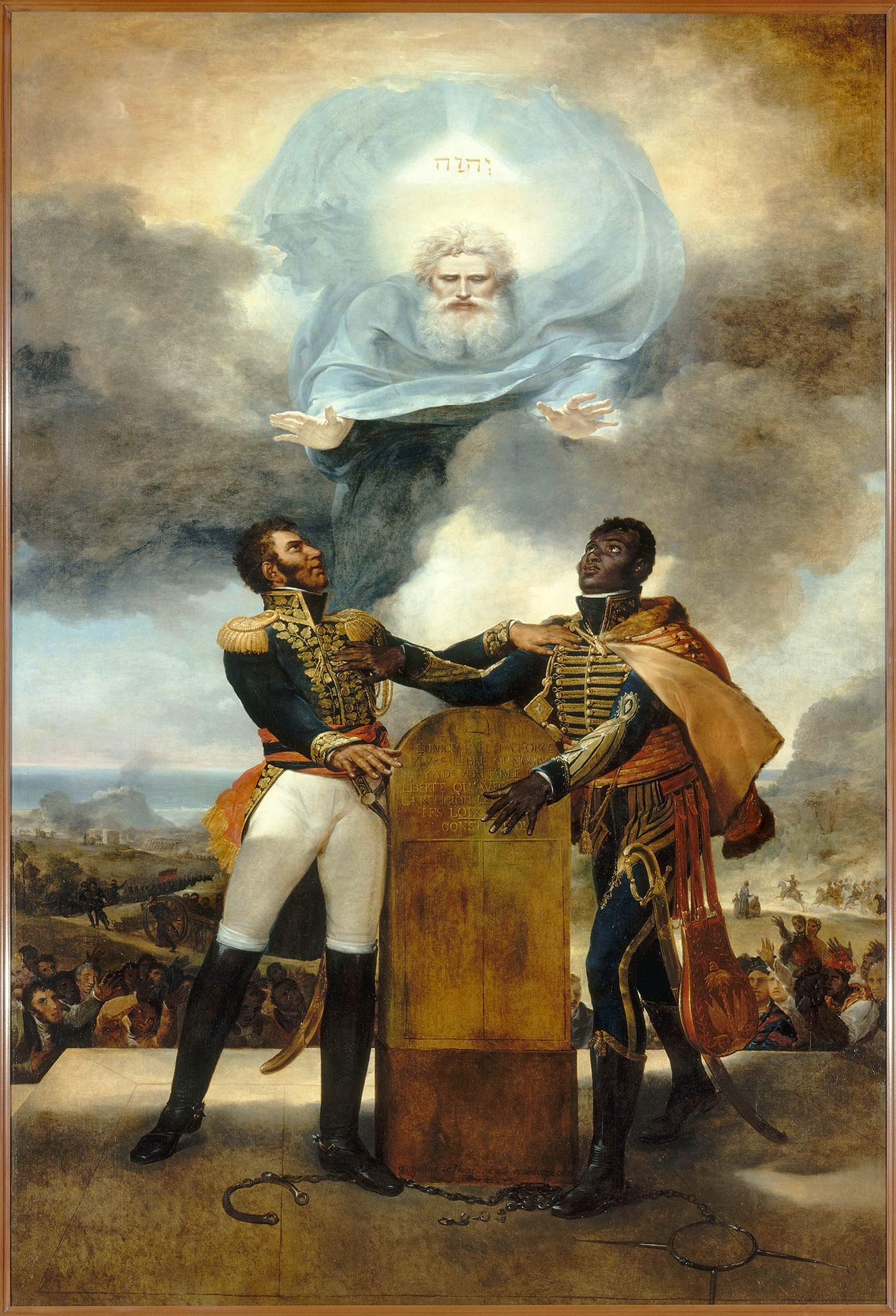
Dessalines i Pétion en el moment del jurament anomenat « jurament dels avantpassats ».

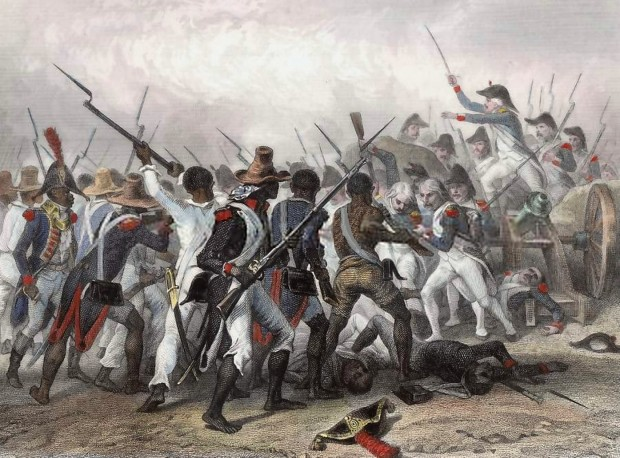
Batalla de Vertières, el 18 de novembre de 1803.

Durant mes de tres mesos des del desembarcament francés a Le Cap el febrer de 1802, els exèrcits de la revolució d'Haití fan front a la invasió comandada pel general Leclerc. Els generals de Toussaint Louverture, Henri Christophe (a l'abril) i Dessalines (al març 1802) s'acaben rendint als francesos després de durs combats. El propi Toussaint Louverture accepta rendir-se al maig de 1802, rebent l'autorització, en un primer moment, per retirar-se a una de les seves plantacions, a prop de la vila de Ennery, a l'oest de l'illa, no lluny de la costa. El 7 de juny de 1802, Toussaint Louverture va ser detingut i el propi Dessalines, va participar en aquesta detenció. Louverture fou deportat a França i internat a la fortalesa de Joux, a la regió de Jura, on morirà dels rigors del captiveri el 7 d'abril de 1803, després d'haver profetitzat la victòria de la població negra.
Amb Toussaint Louverture neutralitzat, Leclerc decideix prosseguir amb el pla ordenat per Napoleó i comença el desarmament de la població, emprant com a mètode les execucions sumaris. És llavors que els líders negres es deslliguen poc a poc de l'obediència als francesos i s'apropen als insurrectes, prenent consciència que la invasió napoleònica no tenia altre objectiu que el restabliment de l'esclavatge a Saint-Domingue.
Quan van arribar les notícies del restabliment de l'esclavatge a la colònia veïna de Guadalupe que Alexandre Pétion donà el senyal per la revolta, el 13 d'octubre de 1802. Dirigint una tropa de cinc-cents cinquanta homes, es va dirigir contra la principal plaça francesa de l'Haut-du-Cap, es va fer amb els controls de l'artilleria i forà l'exèrcit dels «independents». Els generals Geffrard, Clervaux i Christophe, s'uneixen a Pétion que va cedeir a aquest l'últim el comandament de la insurrecció.
Dessalines s'uneix als revoltats a l'octubre 1802. Al congrés del Arcahaye (15-18 de maig de 1803), aconsegueix realitza al seu profit la unitat de comandament. És en el moment d'aquest congrés que neix la primera bandera haitiana, blava i vermella. El 19 de novembre de 1803, dirigint l'exèrcit dels negres, amb Henri Christophe al seu costat, Dessalines imposa a Rochambeau -el cruel successor de Leclerc- la capitulació després de la derrota dels exèrcits francesos, la vigília, a la batalla de Vertières. Rochambeau va ordenar llavors l'evacuació francesa de l'illa
Després de la sortida dels françesos, Dessalines tornà a donar a Sant-Domingue el seu nom indi d'Haití (Ahatti) i declarà la independència l'1 de gener 1804 als Gonaïves. Va provocar de seguida la massacre de la població francesa que s'havia quedat a l'illa, excepte algunes persones que practicaven un ofici considerat útil pel nou Estat.

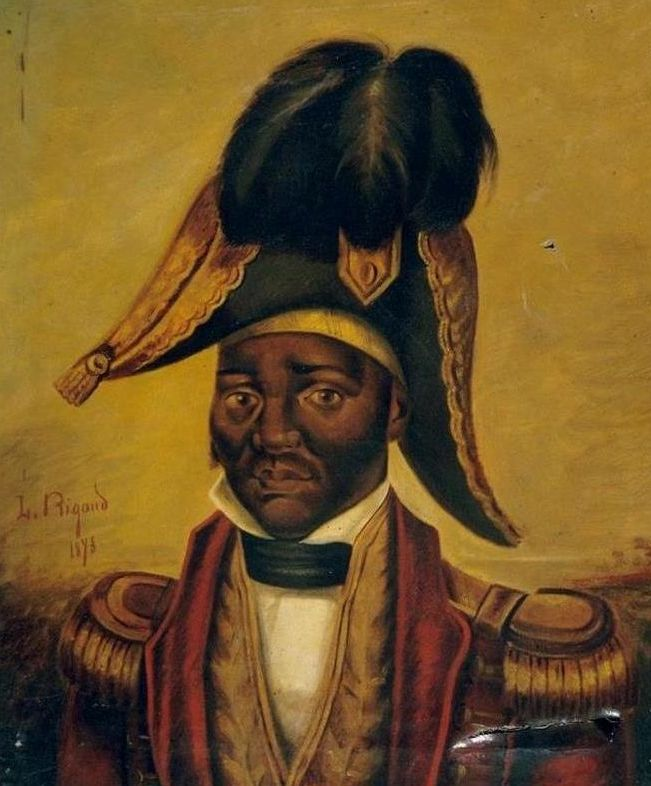
Retrat pòstum de Dessalines

Dessalines va aconseguir, el 18 de novembre de 1803, derrotar els francesos a la batalla de Veritères i el primer dia de l'any de 1804 proclamà la independència d'Haití. Primer es va fer nomenar governador general de per vida i, a continuació, emperador sota el nom de Jacques I (1804).
El d'octubre de 1804 fou coronat emperador a Cap-Haïtien amb el títol de: La seva Majestat Jacques Primer, Emperador per Jean-Baptiste-Joseph Brelle, a qui havia nomenat gran-arquebisbe d'Haití el dia anterior. A la constitució imperial, redactada per ell mateix, s'indica que la monarquia imperial és hereditària El fill gran de Dessalines, Jacques, esdevingué príncep i hereu de la Corona
Tement la tornada dels francesos a l'illa, l'emperador va ordenar la construcció de diverses fortificacions.
El 25 de febrer de 1805, Dessalines, liderant un exèrcit de 30.000 homes es va apoderar de Santiago, a la part espanyola de l'illa. El 7 de març l'exèrcit d'Haití va convergir sobre la ciutat de Santo Domingo i l'assetjà. El 21 de març, els assetjats reben el reforç d'un esquadró francès, comandat per l'almirall Comte de Missiessy. El 28 de març, Dessalines abandona el setge de Santo Domingo i retorna a Haití. És llavors quan inicia les massacres de 1804 a Haití contra els colons francesos que quedaven al país causant uns 5000 morts.

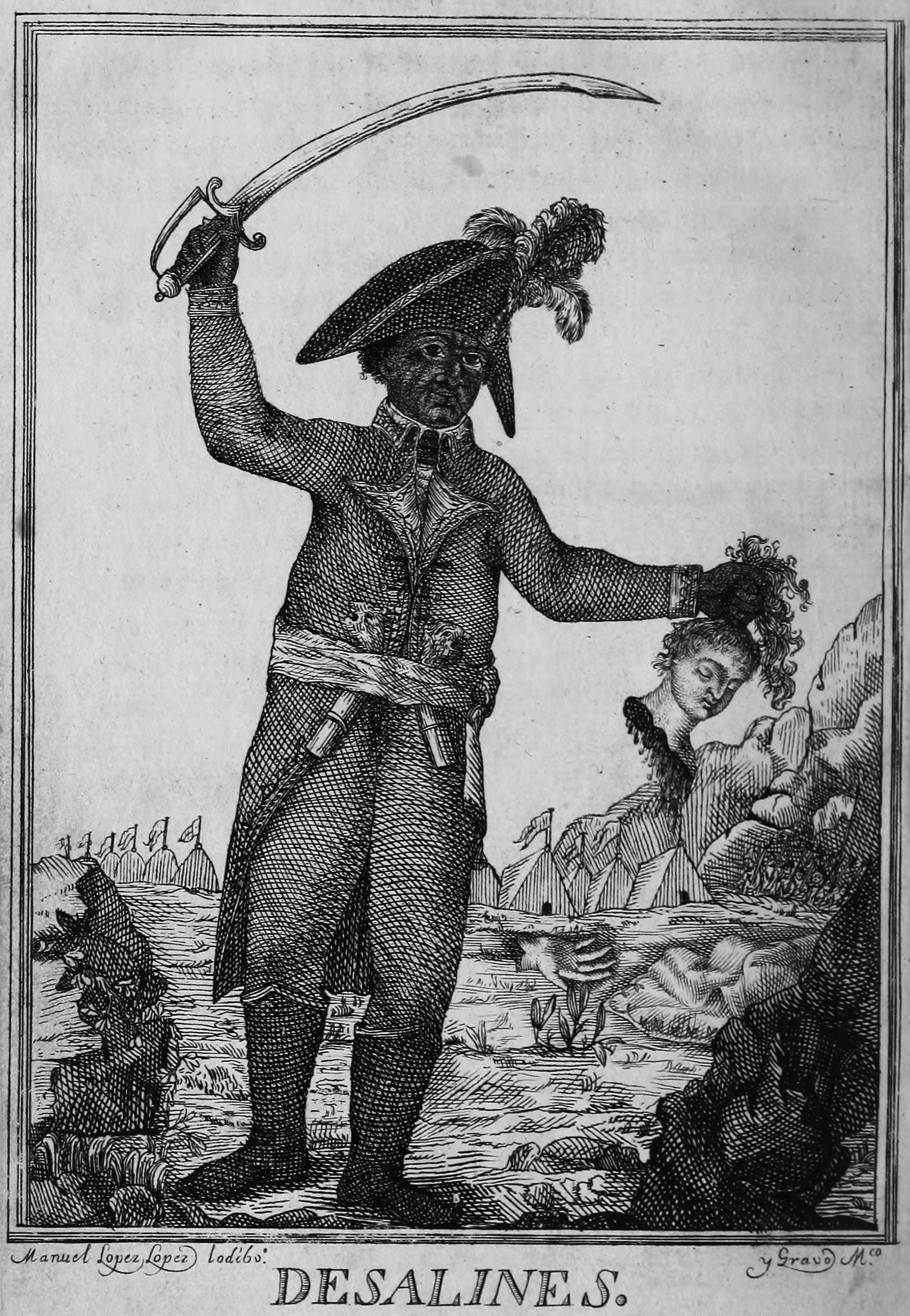
Caricatura de Dessalines en el moment de la massacre dels colons francesos d'Haití.

Paral·lelament, oficialitzà el francès, tot i que la gran majoria de la població només parlava el crioll.
Confiscà les terres dels colons i donà les millors als seus oficials La constitució del 20 de maig de 1805 prohibia la propietat privada a les persones blanques excepte les que havien estat naturalitzades pel govern. Per posar en marxa l'economia, promulgà un edicte del treball forçós dels llauradors, amb una normativa més dura que aquella de l'època de Toussaint

El poble, llavors, prengué les armes contra l'absolutisme de Dessalines. A la ciutat de Marchand, el 16 d'octubre de 1806, s'inicia la revolta. Ignorant que Christophe havia estat proclamat cap de la insurrecció, li escrigué ordenant-li d'entrar en campanya. Al general Pétion, que era igualment al complot, li donà l'ordre d'avançar sobre els Cayes al cap de les tropes de la segona divisió de l'Oest. Al camí de tornada després de passar per la villa de Jacmel Dessalines digué al seu fill:
| « | Fill meu, estigues preparat, després de tot el que he fet al sud si els ciutadans no es subleven és perquè no són homes, i llavors els ciutadans del sud es van sublevar. | » |

El seu govern havia decidit d'emprendre una reforma agrària en benefici dels antics esclaus sense terra.
Dessalines va ser assassinat el 17 d'octubre de 1806 a Pont-Rouge, al nord de Port-al-Prince, pels seus generals, Alexandre Pétion, Jean-Pierre Boyer, André Rigaud i Bruno Blanchet, sense oblidar Henri Christophe que es trobava al nord. Després de l'assassinat de Jacques I, els seus ministres van intentar el reconeixement del seu fill Jacques, com sobirà legítim però l'imperi va ser immediatament abolit pels assassins de Dessalines. L'emperadriu abandona llavors la capital amb els seus fills L'últim fidel de l'Imperi, el mariscal François Capois, va ser assassinat al seu torn pels homes de Christophe, després d'haver intentat d'instaurar al tron el jove fill Dessalines. El cos de l'emperador va ser simplement inhumat al mateix lloc del seu assassinat. En època del Segon Imperi, el cos de Dessalines va ser enterrat a una tomba digna del seu rang, abans de ser, definitivament instal·lat a un gran mausoleu.

## Casament i descendència
Dessalines esposà el 2 d'abril de 1800 a Marie-Claire Heureuse Félicité, a l'església parroquial Santa-Rose-de-Lima de la ciutat de Léogâne. Marie ha estat descrita com amable, misericordiosa i natural, amb maneres elegants i càlides, i que, al contrari del seu espòs, manifestava la seva gentilesa cap als colons blancs Van tenir 7 nens i va fer legitimar els seus bastards com Catherine Flon :
- S.TÉ.S. Marie-Françoise Dessalines, princesa imperial (1789-1859);
- Albert Dessalines (1791), mort al naixement;
- S.TÉ.I. Jacques Ben Aîmé Dessalines, príncep de l'Imperi d'Haití (1793-1874);
- S.TÉ.S. Célestine Dessalines, bessona del precedent, princesa imperial (1793-1867);
- S.TÉ.S. Jeanne-Sophie Dessalines, princesa imperial (1799-1874);
- S.TÉ.S. Louis Dessalines, príncep imperial (1801-1845);
- S.TÉ.S. Sérine Dessalines, princesa imperial, (1805) morta al naixement

Exiliats després de la caiguda de l'Imperi, alguns dels fills de Dessalines es van instal·lar a l'estranger mentre d'altres van esperar la caiguda de Jean-Pierre Boyer per tornar al país com l'ex-emperadriu Maria-Claire, morta l'any 1858 a l'edat de cent anys. Entre els descendents de l'emperador, es compta Cincinnatus Leconte, posterior-besnet de Dessalines, que va ser president de la república l'any 1911. Aquest últim era descendent d'un fill legitimat de l'emperador, el príncep César-Jacques Dessalines.

## Homenatges

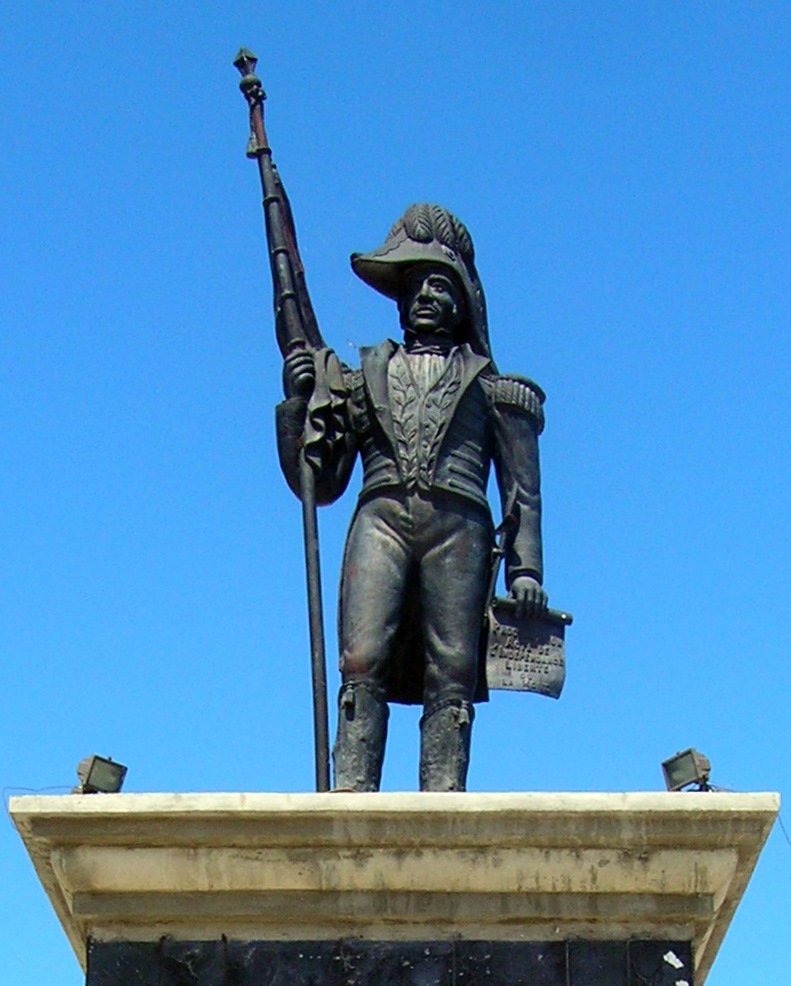
Estàtua de l'Emperador al Mausoleu de Dessalines i Pétion

L'any 1910 va ser inaugurada l'estàtua de Jacques I Dessalines sobre el Champ-de-Mars de Port-au-Prince.
L'any 1926 es va inaugurar el mausoleu a la glòria de Dessalines i d'Alexandre Pétion.

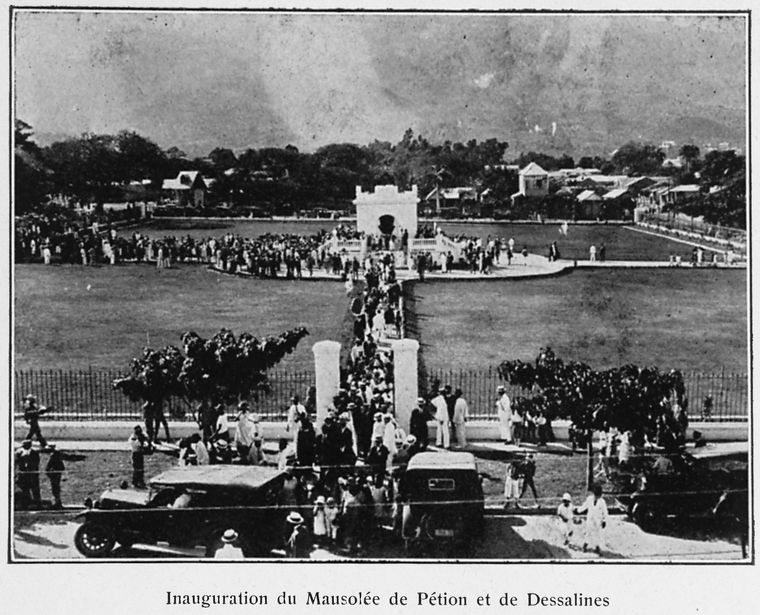
Inauguració del mausoleu de Dessalines i de Pétion l'any 1926

L'himne nacional d'Haití, la Dessalinienne, porta aquest nome en el seu honor, així com ho són la ciutat i el districte de Dessalines.
La seva efígie figura sobre el bitllet de 250 gourdes (moneda de la República d'Haití)
Molts autors haitians han retut homenatge a Dessalines, com Ignace Nau, a la primera meitat del  XIX amb el seu poema Dessalines, o com Félix Morisseau-Leroy, l'any 1979 amb e seu poema Mèsi Papà Desalin, o encara Jean Métellus, l'any 1986, a l'obra L'Année Desslines (Éditions Gallimard, París).

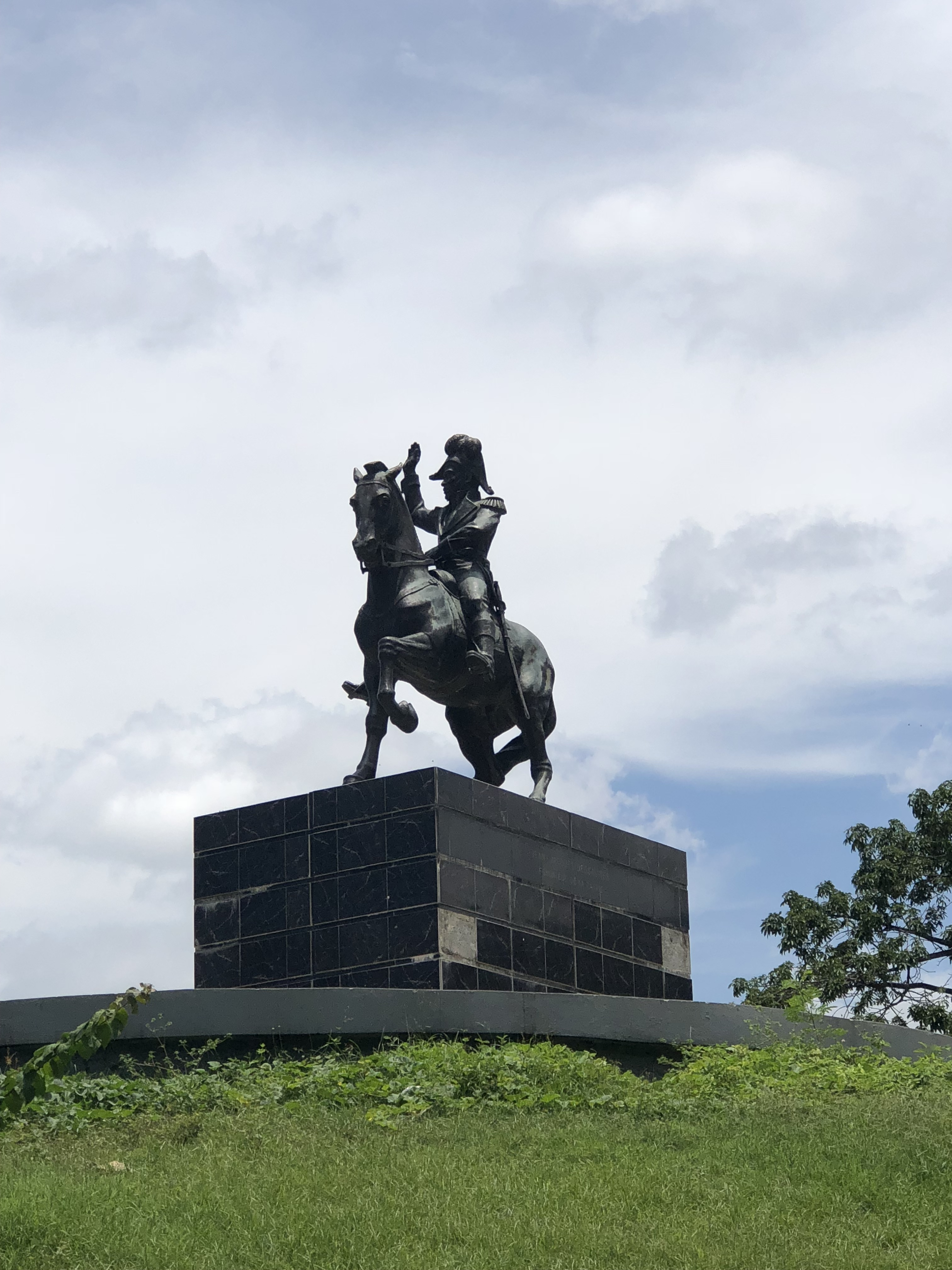
Monument en homenatge a Dessalines, sobre el Champ-de-mars de Port-au-Prince